# Emanuel Heinrich Komers
Emanuel Heinrich svobodný pán Komers von Lindenbach (20. prosince 1810 Humpolec – 18. ledna 1889 Žáky) byl rakouský a rakousko-uherský, respektive předlitavský státní úředník, soudce a politik, v letech 1865–1867 ministr spravedlnosti Rakouského císařství a Předlitavska.

## Biografie

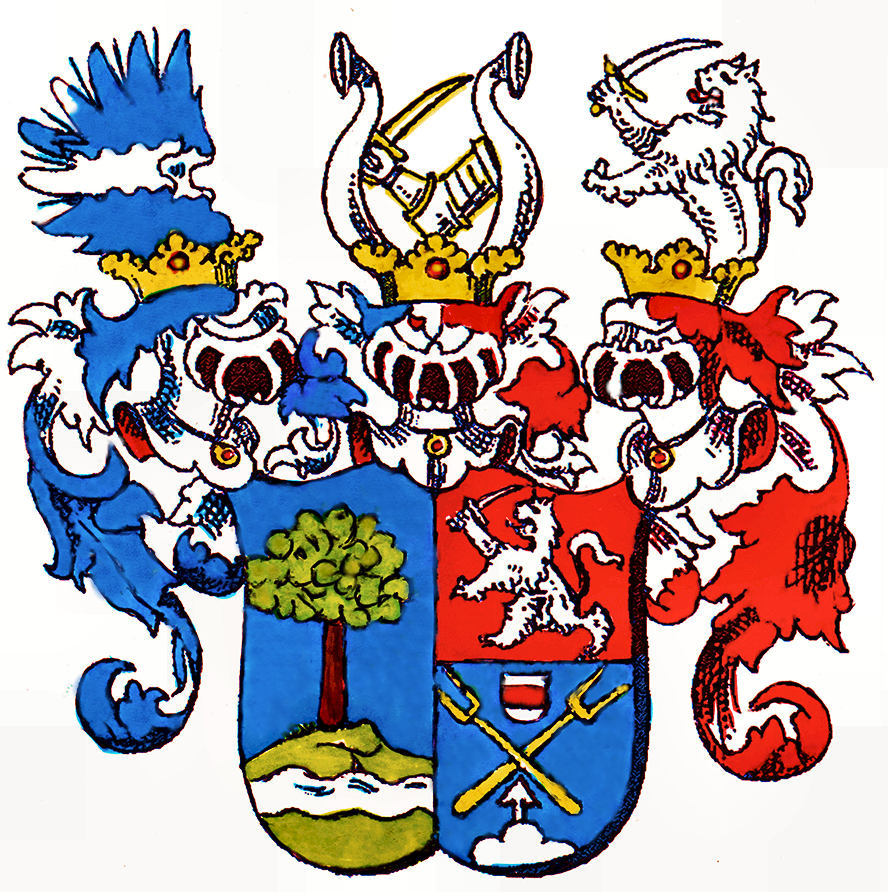
Erb rodu Komersů

Pocházel z měšťanských poměrů, narodil se do početné rodiny Matěje (Matouše) Komerse (1754–1838), řezníka v Humpolci, měl celkem čtrnáct sourozenců. Vystudoval práva a po vzoru staršího bratra vstoupil v roce 1832 k vojenské auditorní službě v rakouské armádě. Jako nižší důstojník byl formálně příslušný k pěšímu pluku č. 45 (1835) a kyrysnickému pluku č. 4 (1837). Od roku 1840 byl v hodnosti rytmistra auditorem u královské gardy v Lombardsko-Benátsku, v armádě nakonec dosáhl hodnosti majora (1849). Během revolučních let 1848–1849 působil v právní komisi celoněmeckého říšského ministerstva války ve Frankfurtu nad Mohanem (1849). Po reorganizaci státní správy v Rakousku vstoupil v roce 1850 do služeb justice v Českém království. Od roku 1850 byl radou vrchního zemského soudu v Praze, v letech 1851–1854 zastával funkci prezidenta krajského soudu v Mostě a v roce 1854 byl krátce prezidentem krajského soudu v Plzni. V roce 1854 byl přeložen do Uher, v letech 1854–1856 byl prezidentem zemského soudu v Budíně a od roku 1856 zemského soudu v Pešti. Po vydání Říjnového diplomu a změně státosprávního uspořádání monarchie byl v roce 1861 převeden do stavu disponibility, ale ještě téhož roku byl povolán do Prahy jako viceprezident Vrchního zemského soudu pro České království. V letech 1863–1865 byl prezidentem zemského soudu v Krakově.
Za vlády Richarda Belcrediho se stal ministrem spravedlnosti Rakouského císařství (s Belcredim ze znal z dob své služby v Praze). Ve funkci setrval i za následující vlády Ferdinanda von Beusta, která již působila v době implementace rakousko-uherského vyrovnání, takže byl i ministrem spravedlnosti Předlitavska. Funkci zastával od 27. července 1865 do 27. června 1867. Po rezignaci na funkci ministra byl nakonec prezidentem Vrchního zemského soudu ve Lvově s jurisdikcí pro oblast východní Haliče a Bukoviny (1867–1872). K datu 28. července 1872 byl penzionován.

## Tituly a ocenění
V roce 1858 získal rytířský kříž Leopoldova řádu a na základě řádových stanov byl v roce 1860 nobilitován s šlechtickým titulem rytíře, zároveň mu byl udělen predikát von Lindenbach. Ve funkci ministra spravedlnosti obdržel titul c. k. tajného rady s nárokem na oslovení Excelence (1865) a po odchodu z vlády se stal nositelem velkokříže Leopoldova řádu. Nakonec byl povýšen do stavu svobodných pánů (28. dubna 1869).

## Rodina
V roce 1838 se oženil s Annou Marenzellerovou (1818–1910), dcerou vojenského lékaře a průkopníka homeopatie Matthiase Marenzellera (1765–1854). Z manželství se narodili tři synové, nejmladší Artur (1848–1870) zemřel předčasně v hodnosti poručíka c. k. armádě. Starší dva synové Kamil (1839–1896) a Hugo (1841–1909) sloužili také v armádě a oba dosáhli hodnosti polního podmaršála.
Emanuelův starší bratr Karl Eduard (1797–1870) působil u vojenské auditorní služby a nakonec byl sekčním šéfem na ministerstvu války. Z rodiny nejvíce proslul nejmladší z bratrů Antonín Emanuel Komers (1814–1893), významný ekonom a spisovatel.